# Sydstormfågel
Sydstormfågel (Fulmarus glacialoides) är en kolonihäckande havsfågel som lever på södra halvklotet. Tillsammans med stormfågel (F. glacialis) utgör den släktet Fulmarus inom familjen liror (Procellariidae) i ordningen stormfåglar (Procellariiformes).

## Utseende, fältkännetecken och läte
Sydstormfågel påminner ytligt om en liten kompakt trut men är inte alls nära besläktad med dessa. I jämförelse ser de tjurnackade och kort- och tjocknäbbade ut. Den är en ganska stor och kraftig petrell som är 45–51 centimeter lång, med ett vingspann på 110–120 centimeter och en medelvikt på ungefär 800 gram. 
Den flyger genom att alternera mellan grunda vingslag och långa glid, och den har ofta huvudet riktat nedåt då den söker efter föda. Vingarna är proportionellt breda med lite rundade vingspetsar och i flykten hålls de stela utefter kroppen. Stjärten hålls också stelt ut från kroppen och är rundad i bakkanten. 
Fjäderdräkten är övervägande ljust silvergrå på ovansidan och vit på undersidan. Huvudet är vitt. Vingspetsen är svart med en stor vit fläck och hela vingen har en svart bakkant. Fötterna som sitter långt bak på kroppen är blå och rosa och näbben är rosa med svart spets och blått näsrör. Juvenila fåglar har en smalare näbb än adulta.
Fågelungens dun är till en början vitt förutom en blågrå fläck på övre delen av ryggen. När den fått sin andra uppsättningen av dun är den istället grå på ovansidan och på sidorna medan undersidan och pannan fortfarande är vit.
Den är för det mesta tyst men har ett högljutt kacklande läte som hörs vid häckningskolonierna eller i födosökande flockar. Uppvaktande fåglar i häckningstider låter höra en mjukt bordunton och gutturala kraxande läten.

## Utbredning och förekomst till havs
Arten har ett stort globalt utbredningsområde och man uppskattar att den uppträder som häckfågel i ett område som sträcker sig 50 000–100 000 km².
Det finns häckningskolonier på ett flertal öar runt Antarktis som exempelvis på Sydsandwichöarna, Sydorkneyöarna, Sydshetlandsöarna, Bouvetön och Peter I:s ö. Den finns även ett flertal kolonier utefter den Antarktiska kusten. 
Till havs förekommer den vanligtvis norr om packisen till omkring 40°S. Utöver detta förekommer den i de kalla vattnen i Humboldtströmmen, där den når så långt norrut som Peru. Mindre antal ses utanför Sydafrikas , södra Australiens och Nya Zeelands kuster. Många fåglar kan stranda på stränder vi stormar. Det finns ett flertal obekräftade rapporter om observationer av sydstormfågel utefter Nordamerikas västkust.

## Häckning, beteende och föda

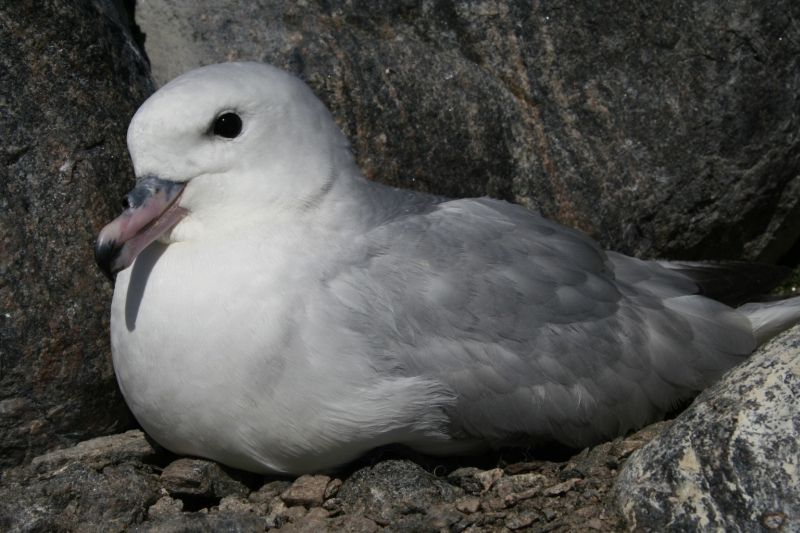
Häckande sydstormfågel.

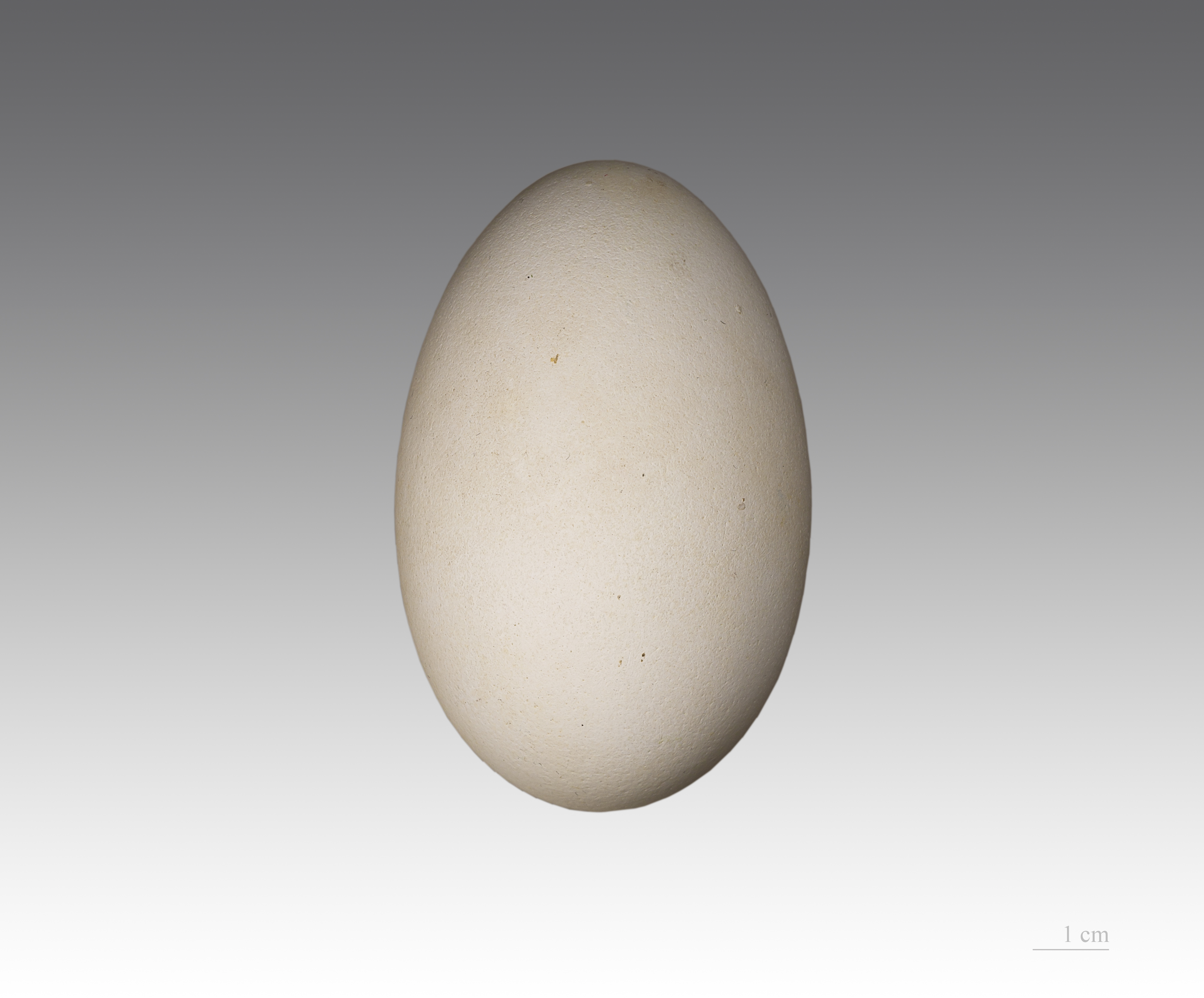
Fulmarus glacialoides

Dess häckningskolonier kan omfatta hundratals individer och återfinns på klippor i isfria områden dit fåglarna anländer i slutet av oktober. Uppvaktningen består av att paret sitter mitt emot varandra medan de utstöter läten, vajar på huvudena, nafsar och putsar varandra. Redet är en grunt utskrapad fördjupning som fodras med stenflisor. Det placeras på en plats som är skyddad från vinden på en klipphylla, i en stensluttning eller skreva. I slutet av november eller början av december läggs ett vitt ägg som i genomsnitt mäter 76 gånger 51 millimeter och väger omkring 103 gram. Ägget ruvas under 45 dygn av båda föräldrarna som turas om med en periodicitet av tre till nio dygn. De juvenila fåglarna blir flygdugliga efter omkring 52 dygn. De största naturliga hoten mot ägg och fågelungar utgörs av dåligt väder och fåglar som lever av rov som labbar (Stercorariidae) och slidnäbbar (Chionididae).
Sydstormfågel samlas ofta i flockar, inte sällan med andra havsfåglar som exempelvis brokpetrell (Daption capense), där det finns en hög koncentration av föda, exempelvis vid stim av krill (Euphausia superba), runt valfångarfartyg och trålare. Krill och andra kräftdjur utgör den viktigaste beståndsdelen av dess diet men arten äter också fisk som Pleuragramma antarcticum och bläckfisk som Psychroteuthis, Gonatus och Galiteuthis. Födan plockas ofta från havsytan men fågeln kan också tillfälligtvis dyka.

## Status
Arten är vanlig och man uppskattar att världspopulationen består av omkring 4 000 000 individer och man uppskattar också att populationstrenden är stabil . På grund av detta är den upptagen som livskraftig (LC) på IUCN:s rödlista.